# 大熊町図書館
大熊町図書館（おおくままちとしょかん）は、福島県大熊町に開設されていた公共図書館。2011年3月の東日本大震災、東京電力福島第一原子力発電所事故の発生に伴い休館となった。大熊町では新たに社会教育複合施設を設置する計画が立てられており図書館の建物は解体する方針である。

## 歴史
1996年（平成8年）に開設された図書館で、蔵書数は13万冊を超え福島県内の町立図書館で最大の蔵書数だった。
2011年3月の東日本大震災、東京電力福島第一原子力発電所事故の発生に伴い休館となった。

## 施設
- 所在地：福島県双葉郡大熊町大字下野上字大野669-3[1]
- 敷地面積：6,169.37m2[1]
- 延床面積：2,225.13m2[1]

## 大熊町民俗伝承館
大熊町図書館には大熊町民俗伝承館が併設され、昭和初期の民家の生活や発掘物など展示がされていた。

## 代替施設の検討
2011年3月の東日本大震災、東京電力福島第一原子力発電所事故の発生に伴い休館となり、図書館の所在地は帰還困難区域に伴う特定復興再生拠点区域（復興拠点）に含まれた。
大熊町教育委員会によると休館の長期化で老朽化が進み、修繕に20億円程度を要することから維持は困難とし、図書館の郷土資料など約2万冊を保存した。
大熊町は大野駅周辺に図書館や博物館、公文書館、公民館の機能を持つ社会教育複合施設を新設する計画である。町は2021年度に建物の解体を環境省に申請しており、跡地は帰還者向けの住宅用地とする計画である。
大熊町教育委員会では2022年5月30日まで約5万冊を対象に図書の無償譲与（1人50冊まで）を実施する。